# Carlsbuche

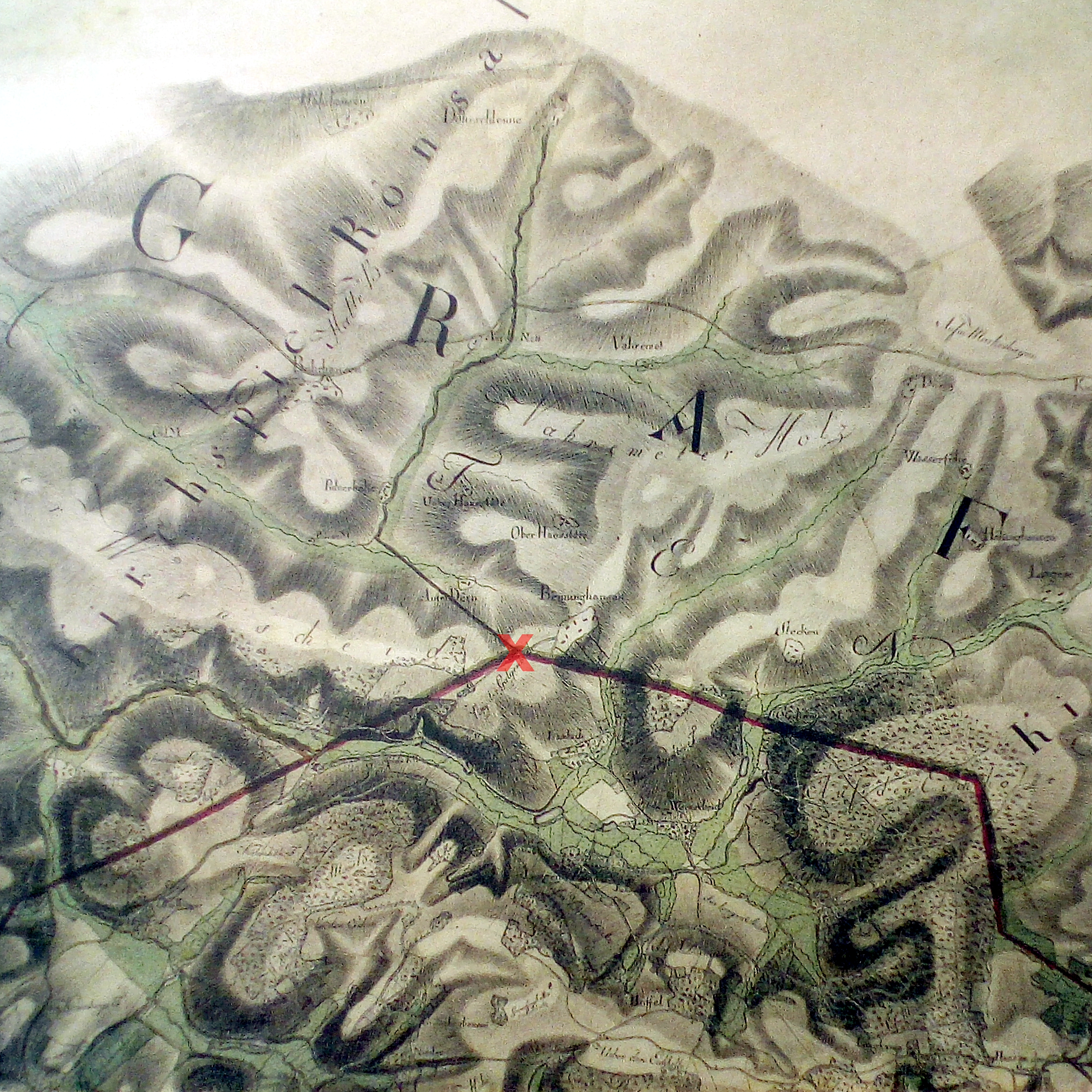
Standort des Grenzbaums "Carlsbuche" auf der Rummelkarte

Die Carlsbuche  ist eine 2003 als Naturdenkmal ausgewiesene Rotbuche (Fagus sylvatica). Sie ist ein landschaftsprägender Mark- oder Grenzbaum auf der Grenze zwischen Marienheide und Kierspe, südlich von Benninghausen, in der Gemarkung Kierspe, Flur 45.

## Bedeutung
Die Buche ist trotz ihres schönen Habitus als Naturdenkmal allein nicht so bedeutend, wichtiger ist ihre Stellung als herausragender Solitärbaum und ihre Bedeutung als Baumdenkmal.
Der Baum steht auf 394 Meter Höhe über NN und wurde an einem Treffpunkt des historischen Grenzverlaufs zwischen der Grafschaft Mark und dem Herzogtum Berg mit der Grenze der beiden Kirchspiele Rönsahl und Kierspe gesetzt. Er markiert als Grenzpunkt auch heute noch gleich mehrere Grenzen. An dieser Stelle verlaufen:
- die Gebietsgrenze zwischen dem Rheinland und Westfalen,
- die Regierungsbezirksgrenze zwischen den Regierungsbezirken Köln und Arnsberg,
- die Kreisgrenze zwischen Oberbergischem und Märkischem Kreis,
- die Gemeindegrenze zwischen der Gemeinde Marienheide und der Stadt Kierspe,
- der Wechsel der Postleitregion von 51 (Köln) nach 58 (Hagen),
- die Ortsnetzgrenze der Telefonvorwahl von 02264 (Marienheide) nach 02269 (Kierspe-Rönsahl).

Hier wird oder wurde das zum Niederdeutschen gehörende Westfälisch gesprochen. 
An der Carlsbuche führen der Rhein-Ruhr-Wanderweg X9 von Dortmund nach Königswinter und der Rönsahler Rundwanderweg A7 vorbei.